# 1351
Cette page concerne l'année 1351  du calendrier julien.
L'année 1351 est une année commune qui commence un samedi.

## Événements
- 4 mars : le royaume thaï d'Ayutthaya est établi sous l’égide d’un dirigeant auquel sera attribué le nom posthume de Ramathibodi[1].
- 23 mars : Fîrûz Shâh Tughlûq (1305-1388), cousin de Muhammad bin-Tughlûq, lui succède à la tête du sultanat de Delhi[2].
- 24 mai : mort d'Abu al-Hassan[3]. Son fils Abu Inan Faris lui succède comme sultan mérinide du Maroc après l’avoir combattu pendant deux ans (fin en 1358).

- Chine : début de la révolte nationaliste des « Turbans Rouges » dans les environs de Canton, préparée par les sociétés secrètes (notamment celle du Lotus Blanc)[4].

### Europe
- 30 janvier : ordonnance sur les métiers de Paris du roi Jean le Bon[5]. Elle règlemente les salaires et la durée de travail des ouvriers. Elle vise ceux qui « se tiennent oyseux par la ville de Paris » et interdit aux ouvriers de fréquenter les tavernes les jours ouvrables et de quitter leur atelier pour chercher un meilleur salaire[6].
- 9 février : entrée en vigueur du Statute of Labourers dans le royaume d'Angleterre[7]. Le travail obligatoire est institué par le Parlement anglais. Ils tendent à limiter la hausse des salaires agricoles. La mesure n’a guère d’effets et les salaires continuent d’augmenter.

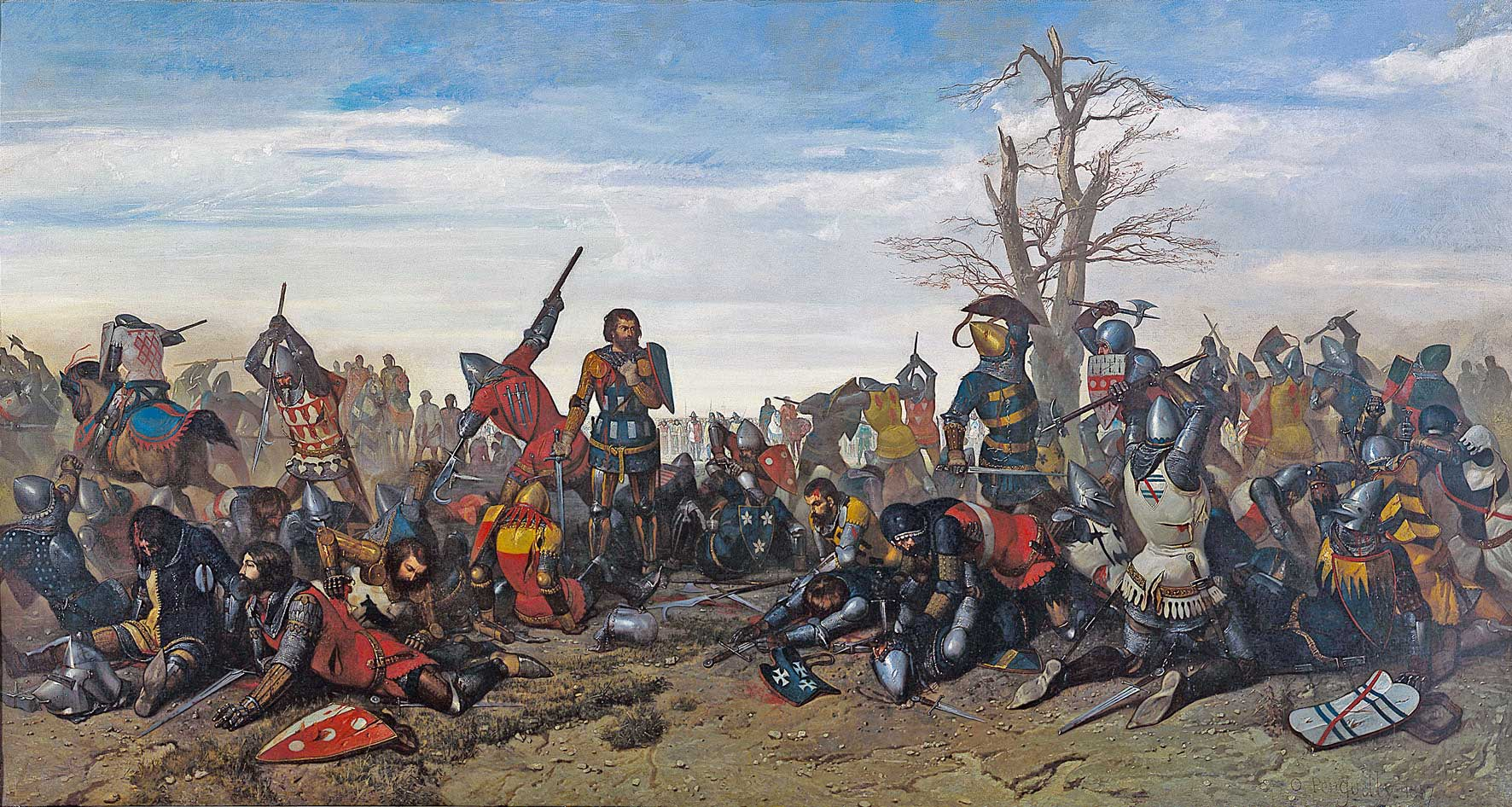
27 mars : combat des Trente, huile sur toile d'Octave Penguilly L'Haridon, 1857.

- 27 mars : combat des Trente ou de la Mi-Voie au cours de la guerre de Succession de Bretagne[8].
- 30 avril : création des commissaires des guerres par Jean le Bon[9].
- 1er mai : Zurich rejoint l'alliance des cantons suisses, qui évoluera dans la Confédération suisse[10].
- 27 mai - 15 août[11] : un synode réunit aux Blachernes consacre l’hésychasme comme doctrine officielle de l’Église d’Orient.
- 15 août : le prince de Lituanie Kęstutis signe un accord de paix avec Casimir III le Grand et Louis Ier de Hongrie. Il s’engage à se convertir au christianisme[12].
- Août : renouvellement des hostilités entre la France et l'Angleterre. Prise de Saint-Jean-d'Angély par le roi Jean II de France[13].
- 11 septembre : nouvelle trêve dans la guerre de Cent Ans[13].
- 14 septembre[14] : Winrich de Kniprode devient grand maître de l’ordre Teutonique (fin en 1382).
- 18 septembre[15] : les ducs de Mazovie Siemovit et Casimir reconnaissent Casimir III le Grand comme suzerain.
- Septembre : les Génois sont chassés de Nègrepont par les Vénitiens de  alliés aux Aragonais et aux Byzantins[16].
- 13 octobre : Ordenamiento de menestrales [17]. Pierre le Cruel promulgue des édits règlementant les salaires agricoles aux cortes de Castille assemblés à Valladolid.
- 6 novembre : Jean le Bon crée l’Ordre de l'Étoile (des chevaliers de Notre-Dame de la Noble Maison)[18].
- 11 décembre[19] : Louis Ier de Hongrie confirme la « constitution nobiliaire » de 1222 qui donne à la petite noblesse hongroise l’égalité avec les grands : la loi sur l’inaliénabilité du patrimoine s’applique à tous ; les nobles sont représentés aux assemblées des comitats et à la Diète sur un pied d’égalité[20].
- 26 décembre[21] : le peuple de Rome réuni à Sainte-Marie Majeure élit sénateur un plébéien, Giovani Cerroni. La révolte populaire romaine contre la noblesse échoue après la fuite de son meneur Giovani Cerroni en septembre 1352[22].